# 日向サンパーク温泉
日向サンパーク温泉（ひゅうがサンパークおんせん）は、宮崎県日向市にある温泉。

## 概要
国道10号沿いにある複合施設「日向サンパーク」内にある温泉で、当温泉に隣接して道の駅日向も所在する。施設内から眺められる日向灘（太平洋）の景観は絶景で、当温泉の南側では耳川が日向灘へ向けて流れている。
2002年（平成14年）7月のオープン直後、レジオネラ菌の大繁殖によるクラスター感染で295人が感染、うち7人が死亡する大惨事となり、2003年（平成15年）10月23日まで営業停止となってしまった。
経営状態の悪化に加えて新型コロナウイルス感染拡大の影響を受け、2020年（令和2年）9月30日をもって無期限休館となった。温泉館の再開については未定。

### 泉質
- ナトリウム - 塩化物泉
- 微褐色透明無臭微塩味
- pH = 6.9

### 効能
- 神経痛、筋肉痛、関節痛、五十肩、運動麻痺、関節のこわばり、うちみ、くじき、慢性消化器病、痔疾、冷え性、病後回復期、疲労回復、健康増進、きりきず、やけど、慢性皮膚病、虚弱児童、慢性婦人病、慢性便秘

## アクセス
- 鉄道：日豊本線・南日向駅から宮崎交通バス利用で約7分。日向市駅から車で約15分。
- 自動車：東九州自動車道･日向ICから国道10号経由で約10分。
- バス：宮崎交通バス･日向サンパーク温泉バス停より徒歩すぐ。

### 駐車場
- 駐車スペース・・・200台収容

## 周辺情報
- 耳川
- 道の駅日向
- 日向サンパーク